# Catherine Fortin
Catherine Fortin, née à Saint-Jean-Port-Joli le 4 février 1948, est une poète et biologiste québécoise.

## Biographie
Catherine Fortin est née à Saint-Jean-Port-Joli le 4 février 1948. Elle détient un baccalauréat en biologie de l'Université Laval.   
Elle suit un atelier d'écriture avec l'écrivaine Esther Croft, et publie un premier recueil, Ainsi chavirent les banquises, en 1994, aux Éditions du Noroît, pour lequel elle est finaliste aux Prix littéraires Desjardins,.  
Elle fait paraitre son second recueil Le désarroi des rives, aux Éditions du Noroît en 2000. Son troisième recueil, Le silence est une voie navigable, parait chez le même éditeur en 2007, et lui vaut d'être finaliste aux prix littéraires du Gouverneur général.  
En 2011, elle se mérite le Prix Philippe-Aubert-de-Gaspé du Salon du livre de la Côte-du-Sud pour l'ensemble de son œuvre littéraire. Elle a également publié des ouvrages scientifiques en archéobotanique. Fortin a fait paraître des textes dans des anthologies et revues littéraires au Québec et en France.  
Elle vit à Saint-Jean-Porc-Joli. 

## Œuvres

### Poésie
- Ainsi chavirent les banquises, avec des encres de Suzelle Levasseur, Montréal, Éditions du Noroît, 1994, 68 p.  (ISBN 2-89018-292-4)
- Le désarroi des rives, Montréal, Éditions du Noroît, 2000, 90 p.  (ISBN 2-89018-447-1)
- Le silence est une voie navigable, Montréal, Éditions du Noroît, 2007,  (ISBN 978-2-89018-602-6)

### Ouvrages scientifiques
- Les Macrorestes végétaux du site du premier palais de l'intendant à Québec, sous la direction de Marcel Moussette, Sainte-Foy, CÉLAT Université Laval, 1989, 82 p.  (ISBN 2920576313)
- Les desssous de la Terrasse à Québec - archéologie dans la cour et les jardins du Château Saint-Louis, sous la direction de Pierre Beaudet, Sillery, éditions du Septentrion, 1990, 199 p.  (ISBN 2921114410)

## Prix et honneurs
- 1995 - Finaliste aux Prix littéraires Desjardins pour Ainsi chavirent les banquises[3]
- 2007 - Finaliste aux Prix littéraire du Gouverneur général pour Le silence est une voie navigable[4]
- 2011 - Prix Philippe-Aubert-de-Gaspé du Salon du livre de la Côte-du-Sud pour l'ensemble de son œuvre littéraire[5]